# Catedral de San Pedro (Belfast)
La Catedral de San Pedro (en irlandés: Ard Eaglais Naomh Peadar; en inglés: St Peter's Cathedral) es la una catedral católica situada en Belfast, Irlanda del Norte, sede episcopal de la Diócesis de Down y Connor. Se encuentra ubicada en la zona de la calle Divis de Falls Road de Belfast y data de la década de 1860. Es la sede de la St. Peters Schola Cantorum (Coro de San Pedro).
La catedral fue diseñada por el Padre Jeremías Ryan McAulay que se había formado como arquitecto antes de convertirse en sacerdote de esta diócesis. La catedral original de la diócesis de Down & Connor hasta la Reforma había estado en Downpatrick y San Pedro no fue pensado originalmente para ser una catedral cuando se inauguró el 14 de octubre de 1866, esta distinción fue conferida el 29 de junio de 1986, después de haber servido como "Pro-Catedral" durante muchos años. El sitio para el edificio había sido donado por el famoso panadero Hughes Bernard.